# Juan de la Rubia
Juan de la Rubia (Vall de Uxó, Castellón, 12 de junio de 1982) es un organista e improvisador español, profesor de improvisación en la Escuela Superior de Música de Cataluña. Es, además, organista de la Basílica de la Sagrada Familia de Barcelona.

## Biografía
Juan de la Rubia es natural de Vall de Uxó, Castellón, España. Empezó sus estudios musicales con su propio padre y con Ricardo Pitarch. Posteriormente, se formó como organista, pianista y clavecinista en Valencia y Barcelona. En la Universität der Künste de Berlín y en el Conservatoire National de Toulouse estudió órgano e improvisación. Durante su formación, llegó a conseguir hasta cinco Premios Extraordinarios en diferentes especialidades. Entre sus profesores se cuentan Óscar Candendo, Wolfgang Seifen, Michel Bouvard y Montserrat Torrent. Ha recibido clases magistrales de Daniel Roth, Wolfgang Zerer, Olivier Latry, Bernhard Haas, Enrico Viccardi, y Ton Koopman.
Actualmente, es profesor de la Escuela Superior de Música de Cataluña (desde 2005) y organista de la Basílica de la Sagrada Familia de Barcelona. Además, tiene una intensa actividad como concertista dentro y fuera de España. Hasta la fecha, ha grabado ocho discos, el último de los cuales, titulado Bach y publicado en abril de 2016, se grabó en el Monasterio de Poblet (Tarragona).
De él la prensa ha dicho: “Pura emoción (…) Quien esperase escuchar a un organista de calidad, un joven con virtuosismo exuberante –no hay contradicción en ello- y gran precisión, sacando todo el provecho de los registros del órgano, estaba en buenas manos”
Su actividad como solista se inició tras obtener el Primer Premio Nacional de Órgano en el Concurso Permanente de Juventudes Musicales de España, Ha ganado también los premios Andrés Segovia-J.M. Ruiz Morales (Santiago de Compostela), Premio Euterpe (Valencia), Primer Premio de la Real Academia de Bellas Artes de Granada y el premio Primer Palau del Palacio de la Música Catalana. En 2012 fue nombrado miembro de la Real Academia Catalana de Bellas Artes de San Jorge. 
De la Rubia destaca por sus interpretaciones de Johann Sebastian Bach, sus improvisaciones al estilo Barroco, las grandes obras del repertorio romántico y del siglo XX, y transcripciones para órgano de obras sinfónicas y operísticas. También ha estrenado obras de compositores actuales. En el último año ha actuado –además de en España- en Alemania, Austria, Italia, Perú, Rusia y Polonia, entre otros países.